# 장산층
장산층(Jangsan Formation, 壯山層) 또는 장산 규암층(CEj; Cambrian Jangsan quartzite formation, 壯山 硅巖層)은 대한민국 태백산분지에 분포하는 조선 누층군 태백층군의 최하위 지층으로, 백운산 향사대를 따라 봉화군 석포면 석포리의 면산(1246.2 m)으로부터 태백산과 영월군 남동부를 지나 단양군까지 이어진다. 그리고 삼척시 신기면 마차리와 정선군 화암면 화암리, 몰운리, 남면 문곡리 곡저 지역에도 일부 분포한다. 봉화군 소천면의 장군광산 주변과, 문경시 경천호 부근에도 소규모 분포한다. 지층의 이름은 영월군 상동읍 내덕리에 위치한 장산(1,409 m)에서 유래되었다.

## 개요
장산 규암층은 대부분 선캄브리아기의 율리층군과 화강암질 편마암 위에 부정합으로 놓이나, 부분적으로는 단층으로 접하고 있다. 김정환 등(1989)은 장산 규암층과 기반암의 경계부를 따라서 여러 번의 단층 운동이 있었음을 보고하였다. 정선군 임계면과 삼척시 하장면 지역에 해당하는 임계 지질도폭에서는 장산 규암층이 화강암류의 관입으로 인해 일부분 분포하지 못하고, 화강암과 묘봉층이 직접 접촉하는 것으로 표기되어 있었으나 이후의 연구에 의해 이러한 접촉관계가 화강암 관입에 의한 것이 아니라 단층에 의하여 단절된 것임이 확인되었다.
일반적으로 캄브리아기에 형성된 것으로 생각되는 장산층에서는 아직까지 화석이 발견되지 않았다. 장산층은 묘봉층의 화석군을 고려할 때 캄브리아기 제2세(Series 2)의 제3절(Stage 3)과 제4절(Stage 4)에 퇴적된 층으로 추정되나 장산 규암층이 선캄브리아기의 지층이라는 주장도 있어 현재 장산 규암층의 퇴적시기에 관해 논란이 있는 상태이다. 장산 규암층은 내해안(shoreface)과 내부 대륙붕(inner shelf)에 이르는 얕은 바다에서 생성된 것으로 해석된다. 장산 규암층은 중국 산동성의 리구안층(Liguan Formation)에 대비된다.

## 지역별 암상
태백산지구 지하자원 조사보고서(1962)에 의하면 장산층은 유백색 규암을 주로 하며 규암은 회색 또는 담홍색을 띠는 일이 있고 곳에 따라 본 층 중에 둥근 역(礫)이 산재되어 있다. 태백산편마암복합체(태백산통)를 부정합으로 덮고 때로 기저에 함력 규암층을 발달시키는 경우도 있다. 삼척시 대이리에서는 기저 역암의 두께가 2~3 m이며 상동광산 부근에서는 30 cm이다. 묘봉층에 의해 정합으로 덮여 있으며 두께는 20~30 m이다.

### 정선군
정선군 내에서 장산층은 소금강 일대에 분포하며 절벽을 형성하고 있다.
정선군 화암면 지역에서는 북북동 방향의 주향 이동 단층에 의해 묘봉층과 단층 접촉하고 있으며 충상 단층에 의해 묘봉층 위에 장산층이 놓여 있다. 장산층은 주로 담갈색 규암, 유백색 조립 규암, 담회색 조립 규암 등으로 구성되어 있으며,하부는 대체로 담회색 조립 규암이, 상부는 담갈색-유백색 조립 규암이 우세하다. 퇴적 구조로는 노두 규모의 사층리가 발달되어 있다. 화암면에서 관찰되는 본 층의 경사는 약 10°내외로 거의 수평층에 가까우며, 두께는 약 200 m 내외로 추정된다. 장산층은 퇴적물의 조성 및 조직에 근거해 사주 해변(barrier beach)이 천해성 사질환경(nearshore sand)으로 전이되는 환경에서 퇴적된 것으로 추정되며, 퇴적 초기 및 후기 단계에 각각 해침(海浸)과 해퇴(海退) 작용이 있었던 것으로 해석된다.
정선군 화암면 몰운리의 몰운대 절벽(N 37°18'54.1", E 128°48'39.0")과 소금강(N 37°19'37.31", E 128°47'35.98") 일대 지역에는 유백색 내지 담홍색의 규질사암, 세립 내지 중립질사암과 역질사암과 사암 내에 렌즈상으로 협재되는 역암 등으로 구성되고 단층과 사층리가 발달하는 장산 규암층이 드러나 있다. 화암약수는 톡 쏘는 맛이 나는 탄산수이나 화암약수 옆에 있는 계곡은 그렇지 않은데 화암약수에서 나오는 물은 주변의 석회암을 통과하면서 탄산 성분을 많이 포함하게 되지만 계곡의 물은 규암 지대를 흐르기 때문이다.
정선군 남면 문곡리 361 (N 37°16'05.60", E 128°44'48.85")에는 감입곡류 하천을 따라 유백색 내지 담홍색의 규질사암으로 구성된 장산 규암층의 절벽이 드러나 있다. 사암은 대체로 판상이며 사층리가 발달한다.
정선군의 장산 규암층
- 정선군 남면 문곡리 문은단로, 국도 제38호선 남면교차로 부근에 드러난 장산층의 대규모 노두(북위 37° 16′ 04.8″ 동경 128° 44′ 51.0″ / 북위 37.268000°  동경 128.747500°
- 정선군 화암면 몰운리의 애추 전경 (북위 37° 19′ 37.6″ 동경 128° 47′ 36.6″ / 북위 37.327111°  동경 128.793500° )
- 정선 소금강의 장산 규암층 노두 (북위 37° 19′ 37.6″ 동경 128° 47′ 36.9″ / 북위 37.327111°  동경 128.793583° )

### 평창군
평창 지질도폭(1979)에 의하면 평창 지역에 분포하는 조선 누층군 태백층군 최하부의 지층으로 금당산(1174.1 m) 서측에서 평창군 대화면 개수리와 상안미리 서방 1.5 km인 바랑재를 지나 승두봉에 이르기까지 분포하는 것과, 이 분포지 동쪽 1.5 km 부근인 상안미리에서 854 m 고지를 지나 계속되는 능선으로 방림리 북방 1.5 km 까지 계속된 두 가닥의 분포지가 있다. 이곳에서 장산 규암층이라고 부른 것은 그 암질이 삼척시 지역의 태백층군 장산 규암층과 유사하므로 이에 대비하여 그렇게 부른 것이다. 본 지층은 주로 백색의 규암으로 구성되며 방림층군 상위에 부정합적으로 놓인다. 층리가 잘 나타나 있으며 지층의 일반적인 주향은 북동 10°이고 경사는 지층의 역전으로 인해 남동 50°내지 북서 40°를 나타낸다. 승두봉에서는 북동 10°주향의 향사 습곡 구조가 있어 가운데에 묘봉층이 있고 본 장산 규암층이 그 양쪽으로 분포된다. 854 m 고지 능선상의 본 규암층은 남쪽으로 능선을 따라가다가 방림리 북방에서 방림 스러스트 단층에 의해 절단되고 854 m 고지 북방으로는 평창강에 도달하기 전 상안미리에서 첨멸(尖滅)된다.

### 삼척탄전(삼척시, 태백시)
- 삼척탄전 지역에서는 유백색, 회백색의 변성규질사암으로 구성되며 풍화에 강해 지형적으로 고지대를 형성한다. 정창희(1969)는 삼척탄전 지역의 장산 규암층을 암상에 따라 3개 층원(member)으로 구분하였다. 기저부 역질규암은 0.1~4 m 두께로 태백산변성암복합체를 부정합으로 덮으며 발달한다. 중부의 조록층원은 암회색~회색 변성사암과 실트스톤이 교호한다. 상부의 장산층원은 장산 규암층의 주체(主體)이며 밝은색의 규암으로 구성된다. 장산층원의 평균 두께는 150 m 이나 국지적으로 첨멸한다.[13]
- 삼척-고사리도폭(1962-1967)에 의하면 본 지층은 조선 누층군의 기저(基底)로서 선캄브리아기의 태백산변성암복합체를 부정합으로 덮는다. 기저부에는 10 mm 내외의 역(礫)을 함유하는 기저 역암이 발견되는 곳도 있으나 대체로 치밀하고 견고한 규암으로 구성되어 있다. 이들은 주로 유백색을 띠나 상부에서는 담홍색 내지 담회색을 띠기도 한다. 역암의 역(礫)은 주로 원마도가 매우 높은 유백색 규암이고 이 밖에 전기석 화강암, 흑색 점판암 등을 소량 함유한다. 본 층의 규암은 다른 지층에 비해 풍화와 침식에 대한 저항력이 강해 육백산, 매봉산, 도계읍 소재 두리봉, 삿갓봉 등의 산릉에서 절벽 또는 침식면을 형성한다. 지층의 두께는 10에서 50 m에 이르기까지 지역적인 변화가 심하다. 본 지층이 선캄브리아기의 변성암류 상부에 부정합으로 놓여 있고, 상부는 묘봉층과 정합적인 관계를 가지는 것으로 보아, 비교적 안정 상태인 육지(craton)가 해침(海浸)을 받아 형성된 퇴적 분지의 해빈-연안주(海濱-沿岸洲, beach-barrier island)에 퇴적되어 장기간 퇴적물이 이동되면서 풍화, 침식에 강한 물질만 남아 생성된 것으로 해석된다.[14]
- 태백시 남부 동점동 지역에서 남서 방향의 두 개의 주향 이동 단층에 의해 단절되어 분포되어 있다. 동점 지역에서는 주로 담회색 내지 유백색의 중-조립의 규암으로 구성되며, 상부에서 일부분은 역이 포함되어 있는 암회색의 역질규암이 협재되기도 한다. 동점 지역에서 주로 관찰되는 지층의 경사는 주향 이동 단층을 경계로 서쪽은 경사가 급하며 동쪽은 약 10°로써 수평층에 가깝고, 지층의 두께는 약 200 m일 것으로 추정된다. 장산층은 퇴적물의 조성 및 조직에 근거해 사주 해변(Barrier beach)이 천해성 사질환경(Nearshore sand)으로 전이되는 환경에서 퇴적된 것으로 추정된다.[15]

태백시 동점동 동점역~봉화군 석포면 대현리의 장산 규암층 노두
- 선캄브리아기 홍제사 화강암과 캄브리아기 조선 누층군 장산 규암층/면산층과의 부정합 경계 (꽃이 있는 곳부터 조선 누층군)
(북위 37° 04′ 49.1″ 동경 129° 03′ 20.4″ / 북위 37.080306°  동경 129.055667° )
- 낙동강 하천변에 드러난 캄브리아기 장산층의 노두이다. 노두에 자갈이 박혀 있다.
(북위 37° 04′ 48.7″ 동경 129° 03′ 18.9″ / 북위 37.080194°  동경 129.055250° )
- 봉화군 석포면 대현리 청옥로 도로변
북위 37° 03′ 48.8″ 동경 129° 01′ 10.1″ / 북위 37.063556°  동경 129.019472°
- 봉화군 석포면 대현리 청옥로 도로변
북위 37° 03′ 44.5″ 동경 129° 01′ 24.3″ / 북위 37.062361°  동경 129.023417°

### 백운산 향사대 남측 (영월군)

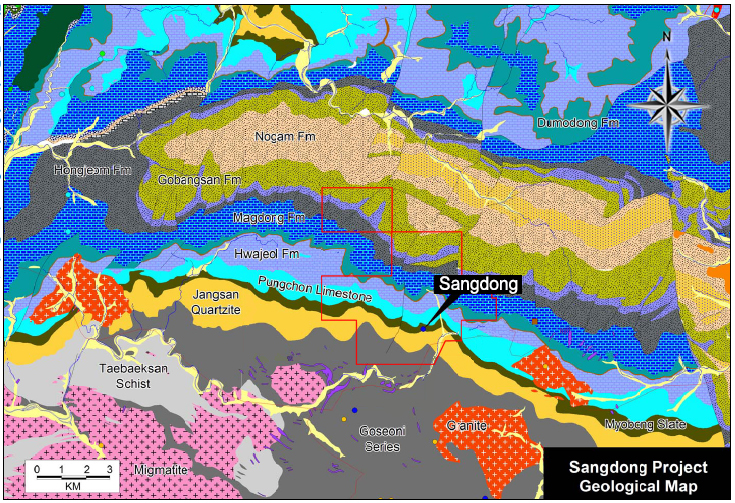
백운산 향사대 지역의 장산 규암층 (노란색)

영월군~태백시 지역 백운산 향사대 남측 지역에서 장산 규암층은 선캄브리아기 기반암과 부정합으로 접촉하며 북쪽으로 경사한다.
서벽리 지질도폭(1962)에 의하면 본 암석의 분포지는 다른 지역에서와 같이 높고 험준한 산악 지대를 형성하고 있다. 서벽리도폭 내에서의 본 지층은 북서 75°의 방향으로, 조람봉(1004.5 m)에서 태백산, 장산(1409 m)을 지나 영월군 상동읍 내덕리와 산솔면 직동리의 경계에 위치한 매봉산(1271.2 m)으로 이어지며 하부의 선캄브리아기 율리층군 고선리층을 경사 부정합으로 덮고 있다. 본 지층은 태백산 동쪽에서 남-북 주향의 함백산 단층에 의해 약 3.6 km 변위되어 태백시 문곡동 남서부에서 평안 누층군의 홍점층 및 사동층과 단층 접촉을 하고 있으며 봉화군 석포면 대현리에 소재한 조록바위봉(1088.3 m) 동측에서 북동 주향의 평천 단층에 의해 약 500 m 변위된다. 조록바위봉 부근의 장산층은 홍제사 화강암의 관입에 의하여 고선리층과 격리되어 있다. 본 층 상부로는 담갈색, 담회백색 및 백색을 띠는 세립질 내지 중립질의 두터운 규암으로 구성되어 있다. 본 지층 하부에는 층준에 따라 규암 및 편암류로 구성된 암회색 혹은 담홍색 역(礫)을 가지는데 도폭 동부 태백, 봉화 쪽으로 갈수록 함력(含礫) 지층의 두께가 증가한다. 역의 크기는 콩알만한 것으로부터 장경 10 cm 에 이르는 것까지 있다. 이들은 보통 달걀 모양을 가지며 원도(円度; roundness)도 높은 편이다.
옥동 지질도폭(1966)에 의하면 백운산 향사대를 따라 향사대 남쪽 상동읍 구래리-내덕리 경계 지역에서 중동면 녹전리까지 동남동-서북서 방향, 그리고 중동면 화원리-김삿갓면 외룡리와 주문리 경계 지역에서 김삿갓면 대야리-와석리 경계 지역까지 북동-남서 방향으로 길게 이어져 분포한다. 유백색 규암을 주로 하며 부분적으로 회색 또는 담홍색을 띤다. 사층리가 나타나고 곳에 따라 본 층의 기저 역암으로 보이는 역암층이 2~3 m 두께로 보이는데 이 부분의 역(礫)에서는 하부의 선캄브리아기 율리층군에 속하는 암석으로 확인된 것을 발견하지 못하였다. 본 층은 상위의 묘봉층에 의해 정합적으로 덮이며 본 층의 두께는 200~300 m이다. 대개 본 지층의 하부에는 얇은 처트층이 있는데 이는 퇴적 환경의 변화로 인하여 퇴적 초기에 퇴적물 공급의 한정된 조건에서 침전된 것으로 해석된다. 또한 영월군 김삿갓면 외룡리에서 단양도폭 지역에 이르기까지 본 층의 하위 및 그 부근에는 약 10 m 두께의 대(帶)로 녹니석 또는 견운모나 활석을 수반하는 편암 모양의 암석으로 변질되어 있음을 볼 수 있다. 이 변질대는 1. 율리층군의 일부가 변질한 것으로 보이는 것, 2. 변성 퇴적암이 페그마타이트질 미그마타이트 내에 포획당한 것, 3. 장산 규암층이 페그마타이트질 미그마타이트에 의해 변질당한 것 등이다. 이중 3에 속하는 암석은 가장 뚜렷하고 특징성 있게 분포하므로 1, 2에 속하는 암석들과 달리 5만 지질도에 따로 지층기호 견운모편암화(ss; sericite-schist)로 표시되어 있다.
영월군 김삿갓면 와석리 991 (N 37°07'00.62", E 128°36'14.17", 프레임하우스 하천 노두)에는 선캄브리아기 영남 육괴의 태백산변성암복합체에 속하는 율리층군과 캄브리아기의 장산 규암층이 부정합으로 접촉하고 있다. 이곳의 편암은 대개 녹니석편암, 흑운모/견운모-녹니석편암, 혼성암이다. 부정합 경계에는 기저 역암이 발달하며 장산 규암층 내에는 원마도가 높은 규암력이 함유되어 있다. 일부 역(礫)들은 광역 변성 작용을 받아 신장된 것도 있다. 규암에는 사층리 및 점이 층리 등이 발달한다. 횡와 습곡과 역단층도 발달한다.

### 단양군
단양 지질도폭(1967)에 의하면 단양군 지역에 분포하는 조선 누층군의 기저를 이루며 하부의 선캄브리아기 흑운모 화강암질 편마암을 부정합으로 덮고 다만 단양군 대강면 황정리에서 중생대의 흑운모 화강암에 의해 관입 당하였다. 단양군에서 대강면 황정리에서 죽령역 부근을 지나 영춘면 동대리에 이르기까지 북동 방향으로 좁고 길게 발달하며 중간에 죽령 단층 등에 의해 1.5 km 정도 변위된다. 본 지층의 주향과 경사는 대체로 북동 45~50°에 북서 40~60°이다. 본 지층은 주로 회백색의 규암과 석영 편암으로 구성되어 있고 타 지층에 비해 풍화에 강해 험준한 지형을 이룬다. 본 지층과 화강암질 편마암과의 부정합면을 따라서는 약 5~6 m의 두께로 활석질 운모 편암(Talcmica schist)이 협재되어 있다. 활석질 편암층 상위에는 대체로 2~3 m의 두께를 갖는 회백색 내지 유백색 석영 기질(基質; matrix)속에 극히 강도가 높은 역(礫)들이 들어 있는 역암이 놓인다. 역의 크기는 3~4 cm의 장경을 갖는 것이 보통이고 이들의 장경이 층리에 따라 평행하게 놓인다. 역암층 위에는 장산 규암층의 주요 구성 암석인 담백색 규암이 놓이며 이들은 조립 내지 중립질의 치밀 견고한 괴상(塊狀) 규암이 우세하다. 지층의 두께는 대체로 60~80 m이다.
단양읍 천동리 다리안 계곡(N 36.9622944, E 128.4234278)에는 아래 사진과 같이 캄브리아기의 장산 규암층과 선캄브리아기의 화강편마암(흑운모 화강암질 편마암)이 직접 맞닿는 다리안 부정합이 드러나 있다. 다리안 부정합은 단양국가지질공원의 지질 유산이며 두 암석 간에는 약 13억 년의 시간 차이가 있다. 이곳은 원래 부정합이었으나 이후 옥동 단층의 활동으로 연성 전단대가 생성되어 화강편마암 내에 엽리가 발달한다. 북서쪽으로 경사하는 장산 규암층에는 역암이 관찰된다.
단양군 단양읍 천동리 다리안 계곡의 조선 누층군 장산층과 선캄브리아기 화강편마암의 부정합 경계 (단양국가지질공원 다리안 연성 전단대)
- 다리안 계곡 장산 규암층의 역암
- 다리안 계곡에 드러난 북서쪽으로 경사하는 장산 규암층 (북위 36° 57′ 44.1″ 동경 128° 25′ 24.0″ / 북위 36.962250°  동경 128.423333° )
- 장산 규암층과 기반암의 부정합
- 단양군 다리안 계곡의 부정합 (북위 36° 57′ 44.1″ 동경 128° 25′ 24.0″ / 북위 36.962250°  동경 128.423333° )

단양읍 천동리 지역에서는 옥천 습곡대에 속하는 조선 누층군 장산 규암층과 영남 육괴에 속하는 엽리상 화강암(흑운모 화강암질 편마암)이 직접 접하며 옥동 단층의 일부에 속한다. Pb 연대측정 결과 원생대 초기인 약 2.16 Ga의 관입 연대를 보이는 엽리상 화강암의 엽리는 조선 누층군의 층리면 그리고 두 암체의 접촉면과 대체로 평행한 조화적인(concordant) 관계를 보인다. 권성택 등(1995)은 단양군 천동리 지역에서의 야외 관찰을 통해 반취성 전단대(semi-brittle shear zone) 내 운모들은 북서측의 장산 규암층이 남동측의 엽리상 화강암에 대하여 북동측으로 이동한 전단 감각을 지시한다고 보고하였다. 장산 규암층 내에는 약 10 cm 두께의 연성 전단대가 규암층의 층리면에 평행하게 발달하며 비대칭구조에 의한 전단 감각 역시 우수 주향 이동을 나타내 엽리상 화강암과 조선 누층군 사이의 전단 운동시 장산 규암층도 특정 층을 따라 전단 작용을 받았음을 지시한다. 흑운모 화강암질 편마암의 전암 및 장석과 포획암에 대한 Pb 연대는 2.16±0.15 Ga의 관입시기를 지시한다.

### 봉화군및영양군
경상북도 봉화군 소천면 두음리와 서천리 지역 그리고 영양군 수비면 신암리에는 장산 규암층이 조선 누층군의 타 지층과 따로 떨어져 고립적으로 서북서-동남동 방향으로 소규모 분포한다. 이 지층은 장군봉에서 제비산(917.4 m)에 이르는 약 7 km 에 걸쳐 산 능선을 따라 높은 부분을 형성하고 있으며 영양군 수비면 신암리에서는 산지 지역에 극히 소규모로 분포한다. 이 지층은 선캄브리아기의 율리층군과 장군석회암층 및 두음리층 또는 동수곡층을 부정합으로 덮고 춘양 화강암에 의해 관입당했다. 장군봉 부근에서의 장산 규암층은 북동 방향의 축을 가진 소규모의 습곡에 의해 휘어져 있다. 장산 규암층은 조립의 규암층으로 풍화면에서는 백색, 담황색 및 담갈색을 띠고 절단면에서는 대부분 (유)백색, 회색을 나타낸다. 전체적으로는 괴상(塊狀)의 규암이나 곳에 따라서는 편리의 발달이 현저한 백운모-석영편암이 분포한다. 본 층의 일부 규암 중에는 바나듐이 대량으로 함유되어 있음이 보고된 바 있다. 가장 짙은 녹색을 띠는 규암이 가장 많은 바나듐을 함유하며, 이 규암을 구성하는 운모가 최다량의 바나듐을 함유하고 있어 다른 암석의 4~6배인 약 9 wt.% V2O3 정도이다.

### 문경시
문경시 내에서 장산 규암층은 동로면 수평리-산북면 종곡리 사이의 약 5 km 지역에만 소규모로 대상(帶狀) 분포하며 조선 누층군 문경층군 부곡리층과는 별개의 지층이다. 이 지층은 하위의 선캄브리아기의 흑운모 화강암질 편마암(PCEbggn)을 부정합으로 덮고 북측에서는 백악기의 흑운모 화강암(Kbgr)에 의해 관입당해 있다. 지층의 주향과 경사는 수평리 계곡 노두에서는 북동 20°및 북서 80°이며 종곡리 남방에서는 북동 70°및 북서 70°이다. 암석은 백색 내지 회백색이다.

## 장산 규암층의 퇴적시기에 대한 논란
1962년 태백산지구지하자원조사 이후 학계에서는 일반적으로 장산 규암층이 고생대 캄브리아기에 퇴적되었고 상위의 묘봉층과 정합 관계인 것으로 알려져 왔지만 장산층이 선캄브리아기의 지층이라는 주장이 제기되면서 최근 20여 년 간 장산 규암층의 퇴적 시기는 많은 논란이 있어 왔다. 퇴적 시기가 캄브리아기라는 주장과 선캄브리아기라는 주장이 있는데 만약 장산 규암층이 선캄브리아기의 것이라면 이미 고생대의 지층으로 확인된 묘봉층과의 관계는 부정합으로 간주되어야 하지만 이는 학자들마다 의견이 다르다. 대표적으로 서울대학교의 이용일 교수는 여러 논문들을 통해 2006년부터 장산 규암층이 선캄브리아기의 지층이라고 주장하고 있다. 최근인 2016년에는 조선 누층군 최하부 지층인 장산 규암층의 퇴적시기가 선캄브리아기라는 주장과 이를 반박하는 논의가 있었다. 장산 규암층이 이러한 논란을 갖는 가장 큰 이유는 고생대 화석이 산출되지 않아 지질시대를 특정할 수 없기 때문이다. 현재까지 장산 규암층에서는 특정 지질시대를 지시하는 어떠한 화석도 발견되지 않았다. 장산층과 대비되는 것으로 알려져 있으나 암석학적으로 전혀 다른 면산층에서는 Skolithos와 Laevicyclus와 같은 흔적 화석이 산출되어 면산층은 캄브리아기에 해당하는 것으로 여겨진다. 그러나 장산 규암층과 면산층은 동점 단층으로 접하고 있어 둘의 직접적인 관계는 불명이다. 장산 규암층이 정말로 선캄브리아기의 지층이라서 화석이 발견되지 않는 것인지 아니면 화석이 있는데 아직 발견하지 못한 것인지는 알 수 없다.
장산 규암층은 추정되는 퇴적 시기와 비슷한 젊은 U-Pb 연령의 쇄설성 저어콘이 아직까지는 발견되지는 않아 쇄설성 저어콘의 연령을 이용하여 장산층의 퇴적 시기를 좁은 범위로 한정하지 못하고 있다. 그러나 여러 지역의 장산 규암층에서 일관되게 약 2.5 Ga와 1.8-2.0 Ga의 연령 피크들이 뚜렷하게 나타나는 것은 다른 지역의 시대 미상 퇴적층들을 장산 규암층에 대비시키는데 활용할 수 있는 중요한 특징으로 판단된다. 다른 지역의 퇴적암 지층들을 장산 규암층에 대비시키고 이들의 절대 연령을 구할 수 있다면 장산 규암층의 연대를 간접적으로나마 구할 수 있을 것이다.
하부 조선 누층군의 두위봉 단위의 초기 진화 - 새로운 관점 (2006)
김용인과 이용일(2006)은 태백시 동점 지역과 정선군 임계면 덕암 지역에서 장산 규암층이 묘봉층과 부정합 관계를 나타낸다는 것을 근거로 장산 규암층이 원생대의 지층이며 두위봉 단위(두위봉형 조선 누층군)의 최하부 지층이 아니고 면산층의 기원암(source rock)의 역할을 했던 것으로 주장하였다. 태백시 동점 지역의 연화 II 광산 남서쪽 언덕에서 묘봉층이 장산 규암층 위에 놓여 있는데 그 경계는 불규칙해(irregular) 부정합으로 간주된다.
북동부 옥천 습곡대 장산 규암층의 쇄설성 저어콘 U-Pb 연령 (2012)
이용일 외(2006)은 태백산분지 내 장산 규암층 사암 시료를 채취해 U-Pb 연대 측정을 실시하고, 장산 규암층의 퇴적 시기가 18억 년~5억 2천만 년 전이며 묘봉층과의 부정합 관계와 서로 다른 지르콘 연령을 고려하여 장산 규암층이 원생누대에 퇴적된 것으로 해석하였다. 장산층의 쇄설성 저어콘의 U-Pb 연대는 1740~3060 Ma의 분포를 보이며, 묘봉층의 U-Pb 연대는 360~2690 Ma의 분포를 보인다. 이용일 외는 이러한 저어콘 지질연대의 차이가 두 지층의 기원지 지질이 다르다는 것을 나타내며 부정합의 존재와 기원지의 차이로 해석할 때 장산층은 묘봉층보다 훨씬 앞선 선캄브리아기에 퇴적된 것으로 해석하였다. 그러나, 최덕근(2012)은 장산층과 묘봉층의 연령이 다른 이유는 퇴적 환경도 다르고 퇴적물을 공급받은 곳도 다르기 때문에 단순히 지르콘 광물 연령분포를 바탕으로 장산층의 지질시대가 선캄브리아기에 속한다는 제안은 오류라고 주장했다.
장산층과 묘봉층의 층서적 관계 (2012)
우경식 외(2012)는 장산층의 양호한 노두가 있는 태백시 동점역 부근, 정선군 남면 하천 부근, 단양군 남천계곡 부근 3개 장소를 선정해 정밀 지질조사를 실시하였고, 장산층과 묘봉층이 정합 관계를 가지는 것으로 보았다. 동점역 부근에서는 사질과 니질암이 교호하고 상부로 갈수록 니질의 양이 증가하며, 단양 남천계곡에서는 어두운 규암과 밝은 규암이 호층을 이루고, 상부로 갈수록 규암 내에 셰일이 협재된다.
율리층군
이상만과 김형식(1984)은 장산 규암층 하부에 부정합으로 놓인 율리층군의 변성작용이 약 8~9억년 전에 일어났으며, 영월군 상동 지역에 분포하는 장산층의 최하부 기저 역암에 율리층군의 역이 산출하는 것을 보고하였다. 이를 바탕으로 이용일 등(2016)은 장산 규암층의 퇴적 시기는 8억년 전 이후의 신원생대라고 해석하였다.
태백산분지에 분포하는 장산층의 퇴적시기 및 암석 특성 재고찰 (2016.2~2016.12)
이용일 외(2016.2)는 장산 규암층과 묘봉층의 부정합 관계, 장산층 하부에 놓인 800~900 Ma에 변성작용을 받은 율리층군의 역(礫)이 장산층 기저역암에 산출된다는 점, 그리고 강원특별자치도 정선군 임계면 지역과 옥동 단층을 따라 발달한 압쇄대의 형성 시기가 562 Ma라는 지질학적인 증거들을 바탕으로 장산층의 퇴적시기는 800~562 Ma 사이의 신원생대였을 것으로 해석된다고 주장하였다. 윤현수(1983)는 영월군 옥동 지역에서 옥동 단층을 따라 발달한 압쇄암의 견운모에서 최고 562±5 Ma의 칼륨-아르곤 연대 측정 결과를 보고하였는데 이용일 등은 장산 규암층이 퇴적된 후 압쇄화작용이 일어날 수 있는 깊이(10~15 km 이상)로 매몰된 후 562 Ma(신원생대 최후기)에 압쇄화 작용이 일어났다는 것이며, 이를 근거로 장산층의 퇴적시기는 압쇄화 작용이 일어났던 신원생대 최후기보다 이전이라는 것을 지시한다고 해석하였다. 장산 규암층의 퇴적시기가 신원생대로 해석된다면 장산 규암층은 캄브리아기의 면산층과는 대비되지 않으며 조선 누층군은 면산층으로부터 퇴적이 시작되었다고 할 수 있다. 그러나 나중에 아래 문단에서와 같이 2018년 부경대학교의 김명정 등은 논문에서 인용된 윤현수(1983)의 연령 분석 자료가 신뢰하기 어렵다고 지적하였다.
이에 대해 조성권 등(2016.12)은 부정합의 증거로 제시된 동점역에서 남동쪽으로 500 m 떨어진 낙동강 하상의 노두를 재관찰하였고, 2006년 김용인과 이용일이 보고한 두 층의 '불규칙한'(irregular) 경계는 묘봉층이 퇴적되기 전 장산 규암층이 침식당한 구조가 아닌, 퇴적 후 지하 심부에서 발생한 단층의 변형 작용에 기인한 2차 구조로 해석하였다. 비록 이 불규칙한 경계에서 장산 규암층과 묘봉층의 층리는 서로 평행하지 않지만, 장산 규암층과 묘봉층이 접하는 불규칙한 경계에는 부정합을 지시하는 어떠한 증거도 없다. 그러므로 장산 규암층과 묘봉층 사이의 '부정합' 관계를 바탕으로 한 층서, 퇴적 시기, 퇴적물 공급지 및 고지리에 대한 해석과 가설은 그 근거가 없다고 주장하였다.
이에 대해, 처음 논문을 작성한 이용일 등은 장산 규암층과 묘봉층이 어느 곳에서도 점이적으로 전이하지 않는 점과 동점지역 노두에서 원마도가 양호한 규암역들이 존재하는 점 등을 고려하면 해당 노두에 단층 파쇄암이 존재하는 것만으로 장산층과 묘봉층이 부정합 경계라는 가설을 부정할 수는 없으며, 이 외에도 장산 규암층과 묘봉층에서 산출되는 쇄설성 저어콘의 연대 분포 차이, 장산층과 기반암 사이에 존재하는 신원생대 압쇄암 등은 여전히 저자들의 부정합 가설을 지지한다고 설명하였다. 동점 지역에 나타난 문제의 노두에 대해, 단층의 존재에 대하여는 상당 부분 동의하였으나 이것만으로 두 지층의 관계가 부정합이 될 수 없다고 단정지을 수 없으며 해당 노두에서 단층 파쇄에 의한 각력암뿐만 아니라 원마도가 양호한 규암의 역들도 관찰되기 때문에 두 층이 부정합의 관계로 퇴적 및 고화된 이후 단층 파쇄 작용을 받았을 가능성도 제시하였다.
전기 캄브리아기 장산층 층서 및 장산-묘봉층 경계 특성 연구 (2018.2)
이용일 외(2016.2)와 조성권 외(2016.12) 간의 논쟁 약 1년 후, 김현우(2018)는 석사 학위논문에서 장산층에 대한 논쟁을 해답을 도출하기 위해, 태백산 분지 지역에 분포하는 장산 규암층에 대한 야외 지질조사 및 퇴적암석학적 분석을 수행하였다. 이 논문에서 저자는 장산층을 퇴적상 분석을 통해 하부, 중부, 상부의 3개의 층원으로 구분하였으며, 연속적인 지질도의 분포와 장산층 상부의 점이적인 퇴적상의 변화, 광물 암석학적인 변화, 쇄설성 저어콘 연대측정을 통해 장산 규암층과 묘봉층의 관계를 부정합보다는 정합으로 해석하였다. 또한 장산 규암층의 퇴적시기는 불분명하지만 고생물학적 연구 및 다양한 분석을 통하여 정확한 퇴적시기를 규명할 필요성이 있다고 언급하였다.
옥동단층대 석영편암의 K-Ar 연령에 대한 검토-장산층의 선캠브리아기 퇴적에 대한 확실한 증거로 활용 가능한가? (2018.3)
김명정과 박계헌(2018)은 이용일 외(2016)의 "태백산분지에 분포하는 장산층의 퇴적시기 및 암석 특성 재고찰" 논문에서 인용된, 옥동 단층대를 따라 발달한 하부 장산 규암층 내 견운모 석영 편암의 K-Ar 연령이 옥동 단층의 활동 시기와 옥동 단층이 자르고 있는 장산층의 퇴적시기를 한정하는데 활용할 수 있다는 점에 주목하고, 보고된 연령 분석자료의 신뢰도와 지질학적 의미에 대하여 다시 고찰하였다. 그 결과 분석된 암석표품에 함유된 석영이 상당량의 과잉 Ar을 포함하는 것으로 추정되기 때문에 장산층의 연령을 한정하는 근거로 활용하는 것은 부적절하며, 윤현수(1983)가 제시한 K-Ar 연령을 옥동 단층의 활동 시기로 해석하거나 이에 근거하여 옥동 단층이 절단하는 장산층의 연령을 선캄브리아기로 해석하는 것은 적절하지 않다고 하였다.
조선 누층군 장산층과 시대미상 금수산층의 쇄설성 저어콘 U-Pb 연령분포 특성 비교 (2019.1)
부경대학교의 조경오, 박계헌, 송용선, 최지은은 태백산 분지와 문경시에 분포하는 장산 규암층에서 분리한 쇄설성 저어콘들에 대하여 SHRIMP U-Pb 연령을 분석하였고 이전에 보고된 장산 규암층의 자료와 유사하게 대부분이 약 18-20억년과 약
25억년의 연령 부근에 강한 피크를 보인다고 보고했다. 이는 장산 규암층의 쇄설성 저어콘이 한반도의 기저를 이루는 영남 지괴의 기반암으로부터 유래하였음을 나타낸다. 단양과 제천 사이에 분포하는 시대 미상의 금수산 규암층으로부터 분리한 쇄설성 저어콘은 장산 규암층과 비슷한 18-20억 년과 25억 년 부근에 강한 피크를 보이는 U-Pb 연령분포 특성을 보여주어 두 층이 대비될 가능성을 강하게 시사한다. 금수산 규암층 저어콘 U-Pb 연령 분석 결과에서 특기할 만한 점은 한 표품에서 캄브리아기에 해당하는 516±7 Ma의 젊은 연령이 분석되었다는 것이다. 비록 1개 입자이지만 금수산 규암층의 퇴적시기가 이보다 이후일 가능성을 나타낸다. 따라서 금수산 규암층이 장산 규암층에 대비된다고 하면 장산 규암층이 이 기간 중 또는 그 이후에 퇴적되었을 가능성을 시사한다.
이상을 정리하면 다음과 같다.
| 선캄브리아기 설                                                                                       | 캄브리아기 설 (반론) |
| --- | --- |
| 장산층 암석 시료에서 저어콘에 대한 U-Pb 연대측정을 실시한 결과 선캄브리아기에 해당하는 연령이 나왔다. | 저어콘 광물 연령을 근거로 지질시대를 선캄브리아기로 정하는 것은 고지리와 퇴적환경을 고려하지 않은 잘못된 해석이다.                           |
| 옥동 단층을 따라 발달한 압쇄대의 형성 시기가 562 Ma이다.                                              | 분석된 암석표품에 함유된 석영은 상당량의 과잉 Ar을 포함하는 것으로 추정되기 때문에 장산층의 연령을 한정하는 근거로 활용하는 것은 부적절하다. |
| 동점역 부근에서 장산층과 묘봉층이 부정합 관계임을 지시하는 퇴적 구조가 발견되었다.                    | 해당 구조는 부정합으로 볼 수 없으며 대부분의 지역에서 장산층과 묘봉층은 점이적으로 변화하는 정합 관계를 보인다.                              |

## 같이 보기
- 한국의 지질
- 태백시의 지질
- 정선군의 지질
- 평창군의 지질
- 영월군의 지질
- 단양군의 지질
- 문경시의 지질
- 조선 누층군
- 묘봉층
- 장산
- 옥동 단층